# Onda esférica
Una onda esférica, en física, es aquella onda tridimensional cuyos frentes de ondas para un observador en reposo respecto a la fuente y el medio en el que se propaga son esferas concéntricas, cuyos centros coinciden con la posición de la fuente de perturbación. Una condición necesaria para que una onda sea esférica es que el medio de propagación sea homogéneo e isótropo y por tanto la velocidad de propagación sea la misma en todas las direcciones.
Las ondas sonoras son muy aproximadamente ondas esféricas cuando se propagan a través de un medio homogéneo e isótropo, como el aire o el agua en reposo. También la luz se propaga en forma de ondas esféricas en el aire, el agua, o a través del vacío.

Onda sonora producida por un avión que posee una velocidad menor e igual a la del sonido.

## Ecuación de propagación
Si tomamos un fenómeno ondulatorio que se propaga en un medio isótropo la ecuación de ondas, dada la simetría esférica del problema, la variación el amplitud de campo {\displaystyle \Psi \,} se puede escribir en coordenadas esféricas simplemente como:

{\displaystyle {\frac {1}{r^{2}}}{\frac {\partial }{\partial r}}\left(r^{2}{\frac {\partial \Psi }{\partial r}}\right)-{\frac {1}{c^{2}}}{\frac {\partial ^{2}\Psi }{\partial t^{2}}}=0}

Donde r es la distancia al centro emisor de la onda, ν es la frecuencia y longitud de onda λ y c = ν·λ es la velocidad de propagación de la onda. La solución de la ecuación diferencial anterior, a grandes distancias de la fuente emisora se puede escribir como:

{\displaystyle \Psi (r,t)=\Psi _{0}+{\frac {A}{r}}\sin \left(2\pi \nu t-2\pi {\frac {r}{\lambda }}+\phi _{0}\right)}

Donde {\displaystyle \Psi _{0},\phi _{0}\,} son dos constantes de integración. Puede verse que la intensidad asociada al flujo de energía a través de un superficie perpendicular a la dirección de propagación tiene una variación según la ley de la inversa del cuadrado:

{\displaystyle I\propto \langle \Psi ^{2}\rangle _{t}={\frac {A^{2}}{2r^{2}}}}